# Melocactus lemairei
Melocactus lemairei är en kaktusväxtart som först beskrevs av Monv. och Lem., och fick sitt nu gällande namn av Friedrich Anton Wilhelm Miquel och Lem.. Melocactus lemairei ingår i släktet Melocactus och familjen kaktusväxter. Inga underarter finns listade i Catalogue of Life.

## Bildgalleri

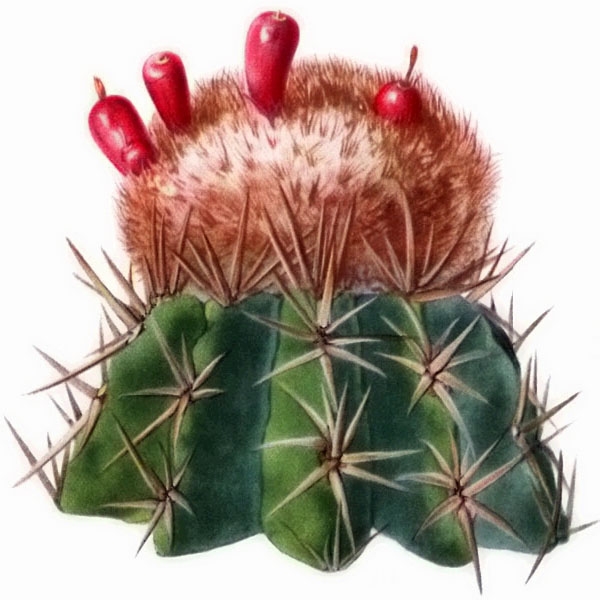
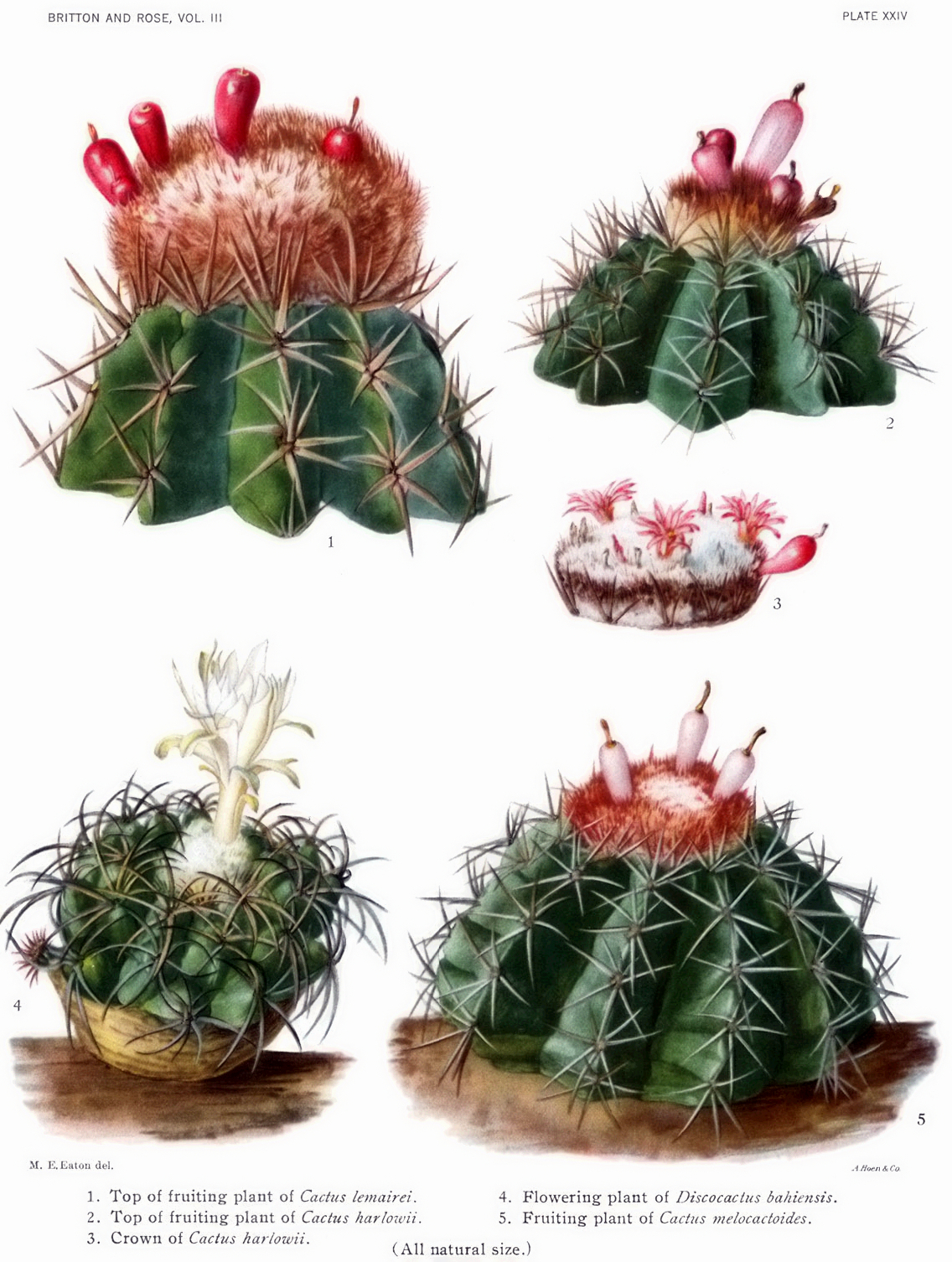